# Кемеровский механический завод
Кемеровский механический завод (ОАО «Кемеровский механический завод») - предприятие по производству боеприпасов мелкого и среднего калибра, а также товары гражданского назначения, входит в состав концерна Техмаш корпорации Ростех.   
Создан 1 октября 1929 года на базе котельно-механических мастерских Кемеровского коксохимического завода. В сентябре 1941 завод был передан в подчинение Наркомату боеприпасов и перепрофилирован для изготовления военной продукции. Выпуск военной продукции освоен предприятием после эвакуации на его территорию в 1941 году Ногинского завода № 510, когда в кратчайшие сроки было освоено изготовление 23 мм бронебойно-зажигательных снарядов и гильз к ним, запущено снаряжательное производство боеприпасов. Уже в декабре 1941 года для нужд фронта было изготовлено и сдано военпреду: гильз 23 мм снарядов – 44 000 штуки, снарядов бронебойно-зажигательных – 4 400 штук. 
В настоящее время выпускает оборудование для угольных шахт (от мелких деталей, до крупных деталей, таких как копр), продукцию оборонного назначения, спорттовары, сувениры, сельскохозяйственное оборудование. 
На предприятии работает музей (открыт в 1975 году – в канун празднования 30-летия Победы в Великой Отечественной войне) и мемориальный комплекс.
В конце 1930-х годов на заводе работал котельщиком Алексей Николаевич Дергач, будущий ас-истребитель в Великой Отечественной войне и Герой Советского Союза..
Предприятие расположено в Заводском районе г. Кемерово на 1-й Стахановской улице, 31.

## Руководство
- Поволяев, Пётр Андреевич - генеральный директор до 11.01.2024
- Овчинников, Андрей Евгеньевич - генеральный директор с 12.01.2024